# Valle de Utah

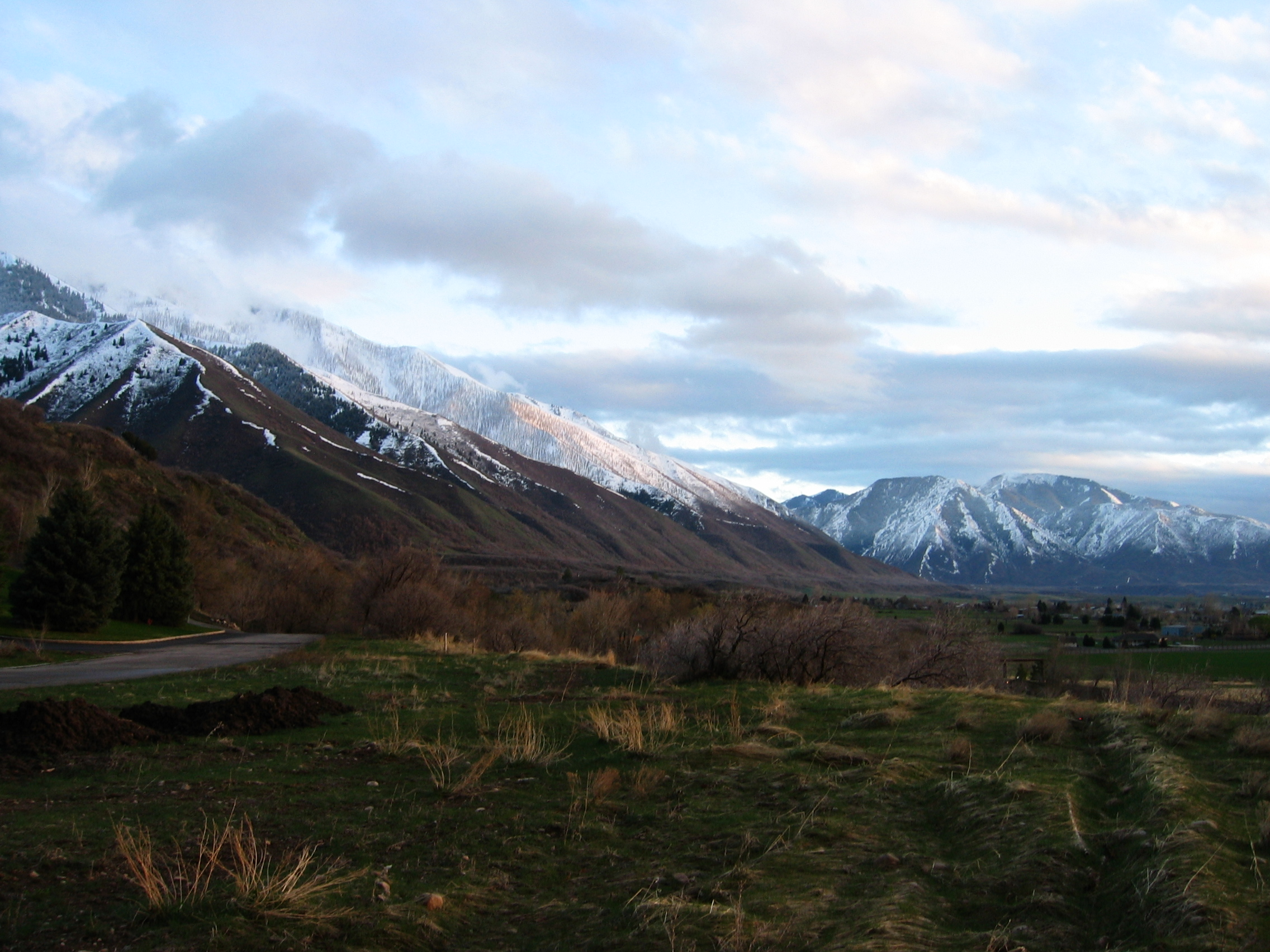
Parte la sierra Wasatch que forma el Valle de Utah.

El valle de Utah es un valle en el Centro-Norte de Utah que se ubica en el condado de Utah y se considera parte del Frente de Wasatch. En este valle se ubica la ciudad de Provo, Orem y sus áreas suburbanas, incluyendo Highland, Eagle Mountain, Saratoga Springs, Mapleton, Spanish Fork, Lindon, Pleasant Grove, Springville, Lehi, Payson y American Fork. El lago Utah es un lago de agua fresca en su centro. Todos los ríos en el valle fluyen hacia el lago de Utah, el cual de por sí vacía sus aguas al río Jordán en el norte.  Este río se dirige hacia el valle del Lago Salado por el estrecho de Jordán, un estrecho en la sierra Traversa.
La mayor parte de los habitantes del Valle de Utah son miembros de la iglesia de Cristo de los Últimos Días, que opera el templo en Provo y el templo de Timpanogos.
La población de esta área en el año 1970, 1980 y 1994 era de 125,005, 204,102 y 277,179, respectivamente. Al primero de julio de 2009 vivía una población estimada de 555,551 en el valle de Utah.